# 大阪府道・兵庫県道41号大阪伊丹線

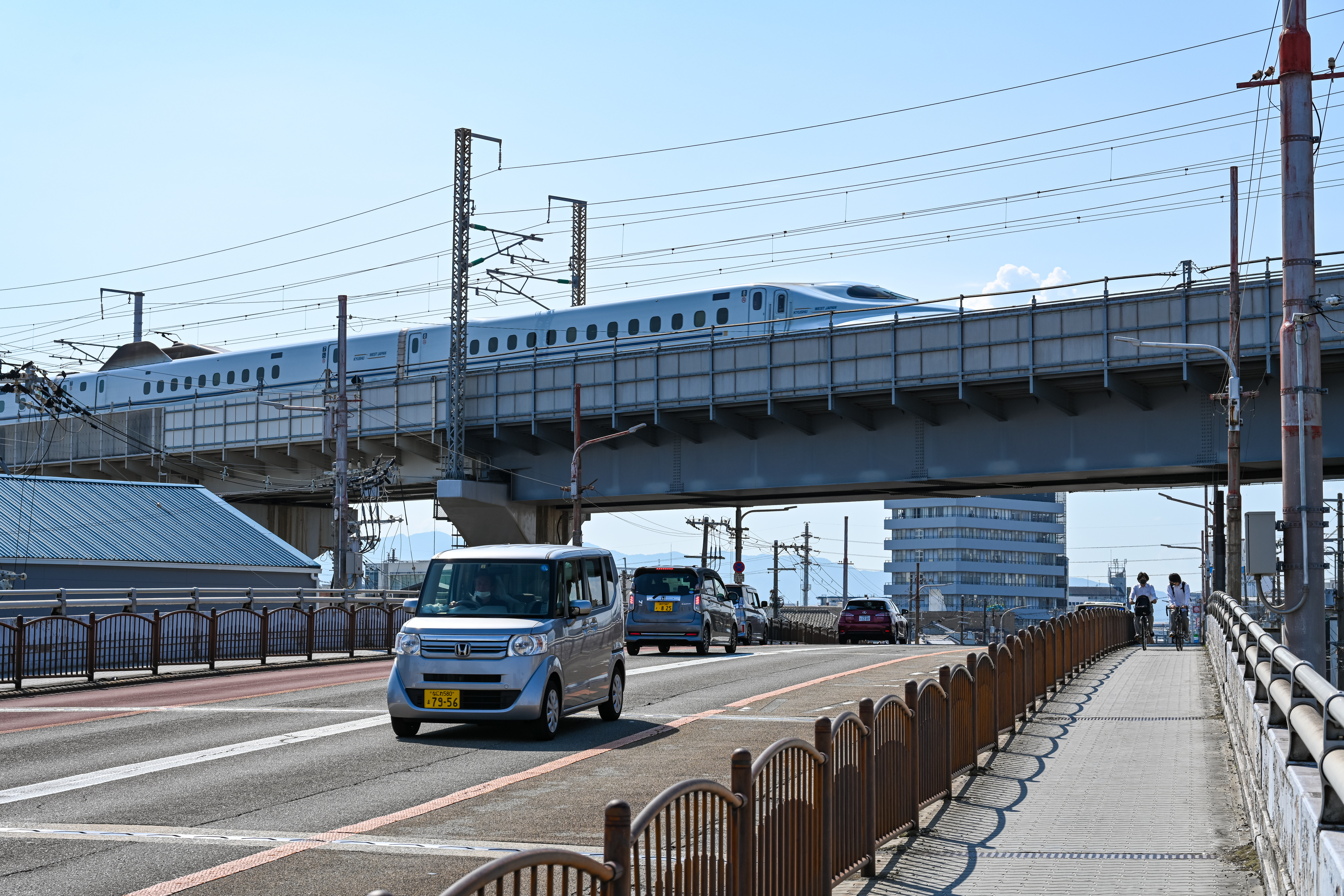
大阪市淀川区、山陽新幹線の高架下、北方貨物線の上を通る

大阪府道・兵庫県道41号大阪伊丹線（おおさかふどう・ひょうごけんどう41ごう おおさかいたみせん）は、大阪府大阪市西成区から兵庫県伊丹市を結ぶ府県道（主要地方道）である。

## 概要
大阪府内では「なにわ筋」「十三筋」、兵庫県内では一部「園田橋線」「山手幹線」「近松線」「田能通り」と呼ばれる区間もある。
大阪市内については主になにわ筋、十三筋の項を参照されたい。2000年代まで中開交差点以南は細い路地や南向き一方通行の区間もあり、特に起点は西成区の住宅地の路地にあったので、うっかり自動車で迷い込むと通過に苦労を要していたが、その後拡幅整備が進み松虫通に接続している。
神崎川を越えると、兵庫県尼崎市に入る。その後、園田橋線と合流して北上すると、次は山手幹線の一部になり西に向かう。この山手幹線の次屋・下坂部北の両交差点間には、イオン（旧カルフール）尼崎店、コストコ尼崎店のほか、衣料品店、家電量販店、ホームセンターなどロードサイド店舗の商業施設が集積している。
下坂部交差点以北の、近松線にあたる区間は住宅街であり、4車線の広々とした通りの割には交通量は少ない。一部には自転車専用レーンの設置がなされ、車道が2車線となった区間もある。この沿道の西方には、道の名の由来である近松公園・近松門左衛門墓がある。
園田支所前交差点以北は、旧有馬街道が舗装された区間のため、工場地帯の中の道幅が狭い道路であり、一部中央線がない区間もある。猪名寺交差点からは旧街道を外れて西に進むが（田能通り）、猪名寺駅北のJR宝塚線と交わる踏切は「開かずの踏切」で、日中はよく渋滞が発生している。

### 路線データ
- 陸上距離：20.9km
- 起点：大阪府大阪市西成区潮路（国道26号交点）
- 終点：兵庫県伊丹市伊丹（兵庫県道13号尼崎池田線・兵庫県道99号伊丹豊中線交点）

## 歴史
- 大正時代の大阪府告示に、「大阪伊丹線：大阪市北區中ノ島一丁目 - 西成郡歌島村兵庫縣界」という記述が見られる。
- 1959年11月9日：兵庫県一般県道124号大阪伊丹線が認定。
- 同年12月1日：大阪府一般府道11号大阪伊丹線が認定。
- 1971年：県道番号整理で兵庫県道40号になる。
- 1984年：府道番号整理で府道番号を失う（大阪市道扱い？）。
- 1993年（平成5年）5月11日 - 建設省から、県道大阪伊丹線が大阪伊丹線として主要地方道に指定される[1]。
- 1993年：両府県で合わせて41号になる（元府道41号は62号、元県道41号は100号に変更）。

## 路線状況

### 重複区間
- 国道176号（大阪市北区中津・中津浜交差点 - 淀川区十三本町・十三交差点）
- 兵庫県道338号高田久々知線（尼崎市次屋・次屋交差点 - 尼崎市下坂部・下坂部北交差点）
- 兵庫県道13号尼崎池田線（伊丹市南町・南町4交差点 - 伊丹市伊丹・伊丹1交差点）

## 地理

### 通過する自治体
- 大阪府
  - 大阪市（西成区 - 浪速区 - 西区 - 北区 - 福島区 - 北区 - 淀川区）
- 兵庫県
  - 尼崎市
  - 伊丹市

### 交差する道路
大阪市
- 国道26号（大阪市西成区潮路、起点）
- 国道43号（大阪市西成区中開・中開交差点）
- 大阪市道浪速鶴町線 大浪通（大阪市浪速区稲荷・稲荷交差点）
- 大阪府道702号大阪枚岡奈良線 千日前通（大阪市浪速区幸町・幸町1交差点）
- 大阪府道173号大阪八尾線 長堀通（大阪市西区新町・西大橋交差点）
- 大阪市道築港深江線 中央大通（大阪市西区阿波座・阿波座1交差点）
- 国道172号 本町通（大阪市西区靱本町・靭本町1交差点）
- 土佐堀通（土佐堀1交差点）
- 国道2号（大阪市福島区福島・浄正橋交差点）
- 大阪市道九条梅田線（福島6交差点）
- 国道176号十三バイパス（大阪市北区大淀中・大淀北交差点、北行きのみ）
- 国道176号（大阪市北区中津・中津浜交差点）
- 大阪府道16号大阪高槻線（大阪市淀川区十三本町・新北野交差点）
- 国道176号（大阪市淀川区十三本町・十三交差点）
- 国道176号十三バイパス（大阪市淀川区十三元今里・淀川郵便局前交差点）
- 大阪府道10号大阪池田線（大阪市淀川区加島・加島交差点）

尼崎市
- 兵庫県道191号尼崎停車場西川線（尼崎市西川・神崎橋西詰交差点）
- 兵庫県道338号高田久々知線 山手幹線（尼崎市次屋・次屋交差点）
- 兵庫県道338号高田久々知線（尼崎市下坂部・下坂部北交差点）
- 大阪府道606号西宮豊中線（尼崎市若王寺・若王寺交差点）

伊丹市
- 兵庫県道13号尼崎池田線・兵庫県道336号東富松御願塚線（伊丹市南町・南町4交差点）
- 兵庫県道55号伊丹停車場線・兵庫県道189号阪急伊丹停車場線（伊丹市伊丹・伊丹郵便局前交差点）
- 兵庫県道13号尼崎池田線・兵庫県道99号伊丹豊中線・兵庫県道334号寺本伊丹線（伊丹市伊丹・伊丹1交差点、終点）